# Pierre André de Suffren

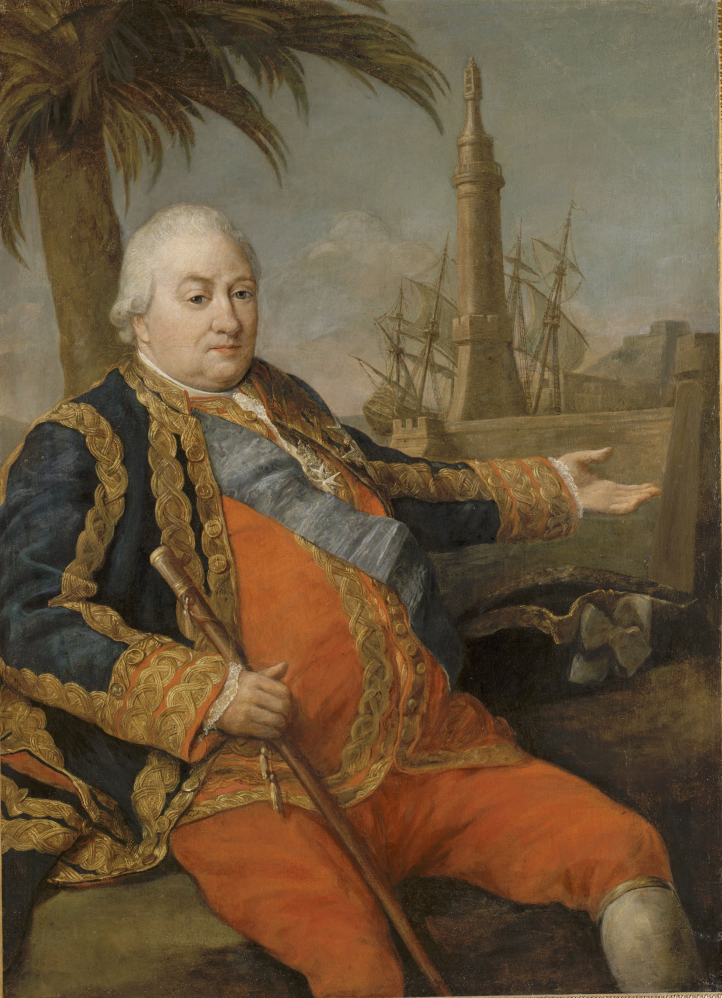
Pierre André de Suffren op een schilderij van Pompeo Batoni, onderdeel van het kunstpatrimonium van het kasteel van Versailles

Pierre André de Suffren, ook gekend als de bailli de Suffren of de Suffren de Saint-Tropez (Saint-Cannat, 17 juli 1729 - Parijs, 8 december 1788) was een Frans vice-admiraal. Hij was baljuw-grootkruis en commandeur in de Orde van Sint-Jan van Jerusalem. De Suffren was actief in de Franse marine in de periode van de Tweede Honderdjarige Oorlog en had een zekere reputatie bij de 18e-eeuwse Europese zeemachten en werd met bijnamen als Jupiter en Admiraal Satan gerefereerd.

## Carrière
Zijn eerste wapenfeiten vonden plaats tijdens de Oostenrijkse Successieoorlog, gevolgd door de Zevenjarige Oorlog waar hij gevangen genomen werd tijdens de slag om Lagos in 1759. Gepromoveerd tot kapitein in 1772, werd hij een van de adjudanten van admiraal Charles Hector d'Estaing bij de zeeslagen van de Amerikaanse Onafhankelijkheidsoorlog ter ondersteuning van de Amerikaanse strijdkrachten, onder meer betrokken in het beleg van Savannah in 1779.  Aansluitend was hij in dienst bij de vloot op de Indische Oceaan onder leiding van vlagofficier Thomas d'Estienne d'Orves na wiens overlijden in 1782 hij de leiding van de vloot van vijftien schepen overnam, onder meer in meerdere slagen tegen vice-admiraal Edward Hughes van de Royal Navy.

## Eerbewijzen
In zijn eer en nagedachtenis doopte de Franse marine in latere tijden acht schepen met de naam Suffren, van een linieschip met 74 kanonnen in 1791 tot een onderzeeër en vlaggenschip van de Suffrenklasse uit 2019. In Parijs loopt direct ten zuidoosten van het Champ-de-Mars de Avenue de Suffren, naast meerdere andere straten en lanen naar zijn naam doorheen Frankrijk, onder meer ook in Saint-Tropez, Marseille en Nantes, en in Puducherry in India. Op een prominente plaats aan de Quai Suffren aan de haven in het centrum van Saint-Tropez kreeg hij een standbeeld, een buste is aanwezig in het Musée national de la Marine in Parijs en een witmarmeren buste in het Rijksmuseum Amsterdam door Jean-Antoine Houdon.